# Erik Stensson (Bielke)
Erik Stensson (Bielke), född på 1300-talet, död 1410 i Flensburg, var en svensk riddare.

## Biografi
Erik Stensson (Bielke) var son till Sten Bengtsson (Bielke) och Katarina Holmbergsdotter (Ulv). Han var 1402 riddare. Erik Stensson avled 1410 i Flensburg och begavdes 19 november samma år i Vadstena.

### Familj
Erik Stensson gifte sig före 1407 med Birgitta Magnusdotter, dotter till väpnaren och häradshövdingen Magnus Porse i Tjusts härad och Helena Gregersdotter (Sandbroätten). Birgitta Magnusdotter var änka efter riddaren Arvid Bengtsson (Oxenstierna). De fick tillsammans barnen Katarina Eriksdotter (Bielke) som var gift med riddaren och riksrådet Johan Gädda, samt flera barn som avled unga.